# زایندگان
زایندگان اصطلاحی توهین آمیز است که توسط برخی تولدستیزها برای اشاره به افرادی که تولید مثل کرده‌اند به کار می‌برند، عملی که آنها آن را غیراخلاقی می‌دانند.